# Кроссинговая сеть
Кроссинговая сеть — альтернативная система внебиржевой торговли без публикации информации о сделках. Обычно её основой является крупный брокер или сеть брокеров, которые пытаются найти встречные заявки среди своих клиентов или клиентов партнеров.
Основное отличие кроссинговой сети от Electronic Communication Network (ECN) в том, что конкретные имена покупателей и продавцов а также объёмы операций не публикуются, заказы для контрагента имеют анонимную форму. Это позволяет произвести крупную покупку или продажу без существенного влияния на котировки, без увеличения волатильности.
За счет того, что основная часть сделок происходит в рамках клиентов одного брокера, достигается экономия на операционных издержках, что позволяет для подобных операций существенно снизить комиссионные отчисления.